# Championnat du Danemark de football 2001-2002
Navigation
Saison précédente Saison suivante
La saison 2001-2002 du Championnat du Danemark de football était la 89e édition du championnat de première division au Danemark. Les 12 meilleurs clubs du pays se retrouvent au sein d'une poule unique, la Superligaen, où ils s'affrontent trois fois, à domicile et à l'extérieur. À l'issue du championnat, les deux derniers du classement sont relégués et remplacés par les deux meilleurs clubs de 1.division.
C'est le Brøndby IF qui remporte la compétition en terminant en tête de la poule. C'est le 9e titre de champion du Danemark de l'histoire du club.

## Les 12 clubs participants
| - FC Copenhague - Vejle BK - Promu de 1.division - AGF Aarhus - Viborg FF - Silkeborg IF - FC Midtjylland | - Akademisk Boldklub - OB Odense - Lyngby BK - Brondby IF - AaB Aalborg - Esbjerg fB - Promu de 1.division |

## Compétition

### Classement
Le barème utilisé pour établir le classement est le suivant :
- Victoire : 3 points
- Match nul : 1 point
- Défaite : 0 point

| Rang | Équipe             | Pts | J  | G  | N  | P  | Bp | Bc | Diff |
| ---- | ------------------ | --- | -- | -- | -- | -- | -- | -- | ---- |
| 1    | Brøndby IF         | 69  | 33 | 20 | 9  | 4  | 74 | 28 | +46  |
| 2    | FC Copenhague (T)  | 69  | 33 | 20 | 9  | 4  | 62 | 25 | +37  |
| 3    | FC Midtjylland     | 57  | 33 | 16 | 9  | 8  | 47 | 27 | +20  |
| 4    | AaB Aalborg        | 54  | 33 | 16 | 6  | 11 | 52 | 45 | +7   |
| 5    | Akademisk Boldklub | 50  | 33 | 13 | 11 | 9  | 48 | 38 | +10  |
| 6    | OB Odense (C)      | 49  | 33 | 13 | 10 | 10 | 56 | 51 | +5   |
| 7    | Esbjerg fB (P)     | 45  | 33 | 13 | 6  | 14 | 42 | 44 | -2   |
| 8    | Viborg FF          | 41  | 33 | 10 | 11 | 12 | 46 | 45 | +1   |
| 9    | Silkeborg IF       | 32  | 33 | 8  | 8  | 17 | 41 | 50 | -9   |
| 10   | AGF Aarhus         | 31  | 33 | 7  | 10 | 16 | 42 | 56 | -14  |
| 11   | Vejle BK (P)       | 28  | 33 | 6  | 10 | 17 | 38 | 72 | -34  |
| 12   | Lyngby BK          | 15  | 33 | 6  | 9  | 22 | 25 | 92 | -67  |

|  | Qualification pour la Ligue des clubs champions 2002-2003                                      |
|  | Qualification pour la Coupe UEFA 2002-2003                                                     |
|  | Qualification pour la Coupe Intertoto 2002                                                     |
|  | Relégation en 1.division                                                                       |
|  | (T) : Tenant du titre (C) : Vainqueur de la Coupe du Danemark (P) : Promu de deuxième division |

## Bilan de la saison
| Championnat du Danemark de football 2001-2002 |                       |
| Champion                                      | Brøndby IF (9e titre) |
| Coupes et trophées                            |                       |
| Vainqueur de la Coupe du Danemark 2001-2002   | OB Odense             |
| Qualifications continentales                  |                       |
| Ligue des clubs champions 2002-2003           | Brøndby IF            |
| Coupe UEFA 2002-2003                          | FC Copenhague         |
| Coupe UEFA 2002-2003                          | OB Odense             |
| Coupe UEFA 2002-2003                          | FC Midtjylland        |
| Coupe Intertoto 2002                          | Akademisk Boldklub    |
| Promotions et relégations                     |                       |
| Promus en Superligaen                         | Køge BK               |
| Promus en Superligaen                         | Farum BK              |
| Relégués en 1.division                        | Vejle BK              |
| Relégués en 1.division                        | Lyngby BK             |